# Volta a Catalunya de 2003
La Volta a Catalunya 2003 va ser 83a edició de la Volta Ciclista a Catalunya. Es disputà en 7 etapes del 16 al 22 de juny de 2003 amb un total de 883,9 km. El vencedor final fou l'extremeny José Antonio Pecharromán de l'equip Paternina-Costa Almeria per davant de Roberto Heras i Koldo Gil.
A les dificultats pròpies del recorregut en aquesta edició els ciclistes es van veure afectats per una onada de calor que va fer que en algunes etapes s'arribessin als 40º a l'ombra.
El principal favorit era Roberto Heras que volia repetir la victòria de l'edició anterior. També calia tenir present homes com Stefano Garzelli, Ivan Basso o Santiago Botero. Al final va ser Pecharromán, gràcies a defensar-se molt bé a la muntanya, i al seu domini a la contrarellotge, qui es va emportar la victòria final. El corredor extremeny, havia demostrat que el seu triomf a la Euskal Bizikleta pocs dies abans, no va ser per casualitat.
En aquesta edició es donaven bonificacions de 10, 6 i 4 segons pels tres primers de cada etapa, i de 3, 2 i 1 per les metes volants.

## Etapes
| Etapa | Data       | Ciutats d'etapa                              | km    | Vencedor de l'etapa            | Líder de la general            |
| ----- | ---------- | -------------------------------------------- | ----- | ------------------------------ | ------------------------------ |
| 1a    | 16 de juny | Salou – Vila-seca (CRE)                      | 22,9  | ONCE-Eroski (ESP)              | Xavier Florencio (CAT)         |
| 2a    | 17 de juny | Mora d'Ebre – El Morell                      | 183,6 | Bram de Groot (NED)            | Ángel Vicioso (ESP)            |
| 3a    | 18 de juny | La Pobla de Mafumet – Cortals d'Encamp (AND) | 216,6 | Aitor Kintana (ESP)            | Roberto Heras (ESP)            |
| 4a    | 19 de juny | Andorra la Vella (AND) - Llívia              | 157,4 | Jesús María Manzano (ESP)      | Roberto Heras (ESP)            |
| 5a    | 20 de juny | Llívia – Manresa                             | 166,3 | Óscar Freire (ESP)             | Roberto Heras (ESP)            |
| 6a    | 21 de juny | Molins de Rei – Vallvidrera (CRI)            | 13,1  | José Antonio Pecharromán (ESP) | José Antonio Pecharromán (ESP) |
| 7a    | 22 de juny | Sant Joan Despí – Barcelona                  | 128,0 | Ángel Vicioso (ESP)            | José Antonio Pecharromán (ESP) |

### 1a etapa
16-06-2003: Salou-Vila-seca, 22,9 km. (CRE):
|   | Equip                    | Nacionalitat  | Temps   |
| - | ------------------------ | ------------- | ------- |
| 1 | ONCE-Eroski              | Espanya       | 25' 32" |
| 2 | US Postal by Berry Floor | Estats Units  | + 3"    |
| 3 | Rabobank                 | Països Baixos | + 13"   |

|   | Ciclista                | Equip       | Temps  |
| - | ----------------------- | ----------- | ------ |
| 1 | Xavier Florencio (CAT)  | ONCE-Eroski | 25'32" |
| 2 | Joaquim Rodríguez (CAT) | ONCE-Eroski | m. t.  |
| 3 | Ángel Vicioso (ESP)     | ONCE-Eroski | m. t.  |

### 2a etapa
17-06-2003: Mora d'Ebre-El Morell, 183,6 km.:
|   | Ciclista              | Equip                    | Temps      |
| - | --------------------- | ------------------------ | ---------- |
| 1 | Bram de Groot (NED)   | Rabobank                 | 4h 21' 25" |
| 2 | Ángel Vicioso (ESP)   | ONCE-Eroski              | + 1"       |
| 3 | George Hincapie (EUA) | US Postal by Berry Floor | + 1"       |

|   | Ciclista               | Equip                    | Temps      |
| - | ---------------------- | ------------------------ | ---------- |
| 1 | Ángel Vicioso (ESP)    | ONCE-Eroski              | 4h 46' 52" |
| 2 | George Hincapie (EUA)  | US Postal by Berry Floor | + 5"       |
| 3 | Xavier Florencio (CAT) | ONCE-Eroski              | + 6"       |

### 3a etapa
18-06-2003: La Pobla de Mafumet-Cortals d'Encamp, 216,6 km.:
|   | Ciclista                       | Equip                   | Temps      |
| - | ------------------------------ | ----------------------- | ---------- |
| 1 | Aitor Kintana (ESP)            | Labarca 2-Café Baqué    | 5h 50' 48" |
| 2 | Michael Rasmussen (DEN)        | Rabobank                | + 2' 00"   |
| 3 | José Antonio Pecharromán (ESP) | Paternina-Costa Almeria | + 2' 09"   |

|   | Ciclista                       | Equip                     | Temps       |
| - | ------------------------------ | ------------------------- | ----------- |
| 1 | Roberto Heras (ESP)            | US Postal by Berry Floor  | 10h 40' 31" |
| 2 | José Antonio Pecharromán (ESP) | Paternina-Costa Almeria   | + 9"        |
| 3 | Santiago Blanco (ESP)          | Colchón Relax-Fuenlabrada | + 1' 58"    |

### 4a etapa
19-06-2003: Andorra la Vella-Llívia, 157,4 km.:
|   | Ciclista                  | Equip              | Temps      |
| - | ------------------------- | ------------------ | ---------- |
| 1 | Jesús María Manzano (ESP) | Kelme-Costa Blanca | 4h 17' 55" |
| 2 | René Haselbacher (AUT)    | Team Gerolsteiner  | + 12"      |
| 3 | Matthias Kessler (GER)    | Team Telekom       | + 12"      |

|   | Ciclista                       | Equip                     | Temps       |
| - | ------------------------------ | ------------------------- | ----------- |
| 1 | Roberto Heras (ESP)            | US Postal by Berry Floor  | 14h 58' 38" |
| 2 | José Antonio Pecharromán (ESP) | Paternina-Costa Almeria   | + 9"        |
| 3 | Santiago Blanco (ESP)          | Colchón Relax-Fuenlabrada | + 1' 58"    |

### 5a etapa
20-06-2003: Llívia-Manresa, 166,3 km.:
|   | Ciclista               | Equip             | Temps      |
| - | ---------------------- | ----------------- | ---------- |
| 1 | Óscar Freire (ESP)     | Rabobank          | 3h 46' 37" |
| 2 | Ángel Vicioso (ESP)    | ONCE-Eroski       | m. t.      |
| 3 | René Haselbacher (AUT) | Team Gerolsteiner | m. t.      |

|   | Ciclista                       | Equip                     | Temps       |
| - | ------------------------------ | ------------------------- | ----------- |
| 1 | Roberto Heras (ESP)            | US Postal by Berry Floor  | 18h 45' 15" |
| 2 | José Antonio Pecharromán (ESP) | Paternina-Costa Almeria   | + 9"        |
| 3 | Santiago Blanco (ESP)          | Colchón Relax-Fuenlabrada | + 1' 58"    |

### 6a etapa
21-06-2003: Molins de Rei-Vallvidrera, 13,1 km. (CRI):
|   | Ciclista                       | Equip                    | Temps   |
| - | ------------------------------ | ------------------------ | ------- |
| 1 | José Antonio Pecharromán (ESP) | Paternina-Costa Almeria  | 21' 49" |
| 2 | Roberto Heras (ESP)            | US Postal by Berry Floor | + 52"   |
| 3 | Santiago Botero (COL)          | Team Telekom             | + 58"   |

|   | Ciclista                       | Equip                    | Temps       |
| - | ------------------------------ | ------------------------ | ----------- |
| 1 | José Antonio Pecharromán (ESP) | Paternina-Costa Almeria  | 19h 07' 13" |
| 2 | Roberto Heras (ESP)            | US Postal by Berry Floor | + 43"       |
| 3 | Koldo Gil (ESP)                | ONCE-Eroski              | + 3' 46"    |

### 7a etapa
22-06-2003: Sant Joan Despí-Barcelona, 128,0 km.:
|   | Ciclista               | Equip                    | Temps       |
| - | ---------------------- | ------------------------ | ----------- |
| 1 | Ángel Vicioso (ESP)    | ONCE-Eroski              | 3h 08' 00"" |
| 2 | George Hincapie (EUA)  | US Postal by Berry Floor | m. t.       |
| 3 | Matthias Kessler (GER) | Team Telekom             | m. t.       |

|   | Ciclista                       | Equip                    | Temps       |
| - | ------------------------------ | ------------------------ | ----------- |
| 1 | José Antonio Pecharromán (ESP) | Paternina-Costa Almeria  | 22h 15' 13" |
| 2 | Roberto Heras (ESP)            | US Postal by Berry Floor | + 43"       |
| 3 | Koldo Gil (ESP)                | ONCE-Eroski              | + 3' 46"    |

## Classificació General
|    | Ciclista                       | Equip                     | Temps       |
| -- | ------------------------------ | ------------------------- | ----------- |
| 1  | José Antonio Pecharromán (ESP) | Paternina-Costa Almeria   | 22h 15' 13" |
| 2  | Roberto Heras (ESP)            | US Postal by Berry Floor  | + 43"       |
| 3  | Koldo Gil (ESP)                | ONCE-Eroski               | + 3' 46"    |
| 4  | Rafael Casero (ESP)            | Paternina-Costa Almeria   | + 4'02"     |
| 5  | Ivan Basso (ITA)               | Fassa Bortolo             | + 4'29"     |
| 6  | Benjamín Noval (ESP)           | Colchón Relax-Fuenlabrada | + 4'36"     |
| 7  | Guido Trentin (ITA)            | Cofidis                   | + 4'39"     |
| 8  | Santiago Blanco (ESP)          | Colchón Relax-Fuenlabrada | + 5'28"     |
| 9  | Daniel Atienza (ESP)           | Cofidis                   | + 5'45"     |
| 10 | Evgeni Petrov (RUS)            | iBanesto.com              | + 5'55"     |

## Classificacions secundàries
|   | Ciclista                  | Equip                | Punts    |
| - | ------------------------- | -------------------- | -------- |
| 1 | Michael Rasmussen (DEN)   | Rabobank             | 83 punts |
| 2 | Aitor Kintana (ESP)       | Labarca 2-Café Baqué | 75 punts |
| 3 | Jesús María Manzano (ESP) | Kelme-Costa Blanca   | 52 punts |

|   | Ciclista                | Equip                     | Punts    |
| - | ----------------------- | ------------------------- | -------- |
| 1 | Josep Jufré (ESP)       | Colchón Relax-Fuenlabrada | 10 punts |
| 2 | Alberto Hierro (ESP)    | Labarca 2-Café Baqué      | 8 punts  |
| 3 | Joaquim Rodríguez (ESP) | ONCE-Eroski               | 8 punts  |

|   | Ciclista                       | Equip                    | Punts    |
| - | ------------------------------ | ------------------------ | -------- |
| 1 | Ángel Vicioso (ESP)            | ONCE-Eroski              | 79 punts |
| 2 | George Hincapie (EUA)          | US Postal by Berry Floor | 54 punts |
| 3 | José Antonio Pecharromán (ESP) | Paternina-Costa Almeria  | 50 punts |

|   | Equip                      | Nacionalitat | Temps       |
| - | -------------------------- | ------------ | ----------- |
| 1 | Paternina-Costa de Almeria | Espanya      | 66h 55' 56" |
| 2 | iBanesto.com               | Espanya      | + 5'07"     |
| 3 | Colchón Relax-Fuenlabrada  | Espanya      | + 5'22"     |

## Progrés de les classificacions
Aquesta taula mostra el progrés de les diferents classificacions durant el desenvolupament de la prova.
| Etapa (Guanyador)                         | Classificació General    | Classificació de la Muntanya | Classificació per Punts | Classificació per equips   |
| ----------------------------------------- | ------------------------ | ---------------------------- | ----------------------- | -------------------------- |
| 0Etapa 1 (CRE) (ONCE-Eroski)              | Xavier Florencio         | no es repartiren punts       | no es repartiren punts  | ONCE-Eroski                |
| 0Etapa 2 (Bram de Groot)                  | Ángel Vicioso            | Rafael Casero                | Bram de Groot           | ONCE-Eroski                |
| 0Etapa 3 (Aitor Kintana)                  | Roberto Heras            | Aitor Kintana                | Bram de Groot           | Paternina-Costa de Almeria |
| 0Etapa 4 (Jesús María Manzano)            | Roberto Heras            | Aitor Kintana                | Matthias Kessler        | Paternina-Costa de Almeria |
| 0Etapa 5 (Óscar Freire)                   | Roberto Heras            | Michael Rasmussen            | René Haselbacher        | Paternina-Costa de Almeria |
| 0Etapa 6 (CRI) (José Antonio Pecharromán) | José Antonio Pecharromán | Michael Rasmussen            | Ángel Vicioso           | Paternina-Costa de Almeria |
| 0Etapa 7 (Ángel Vicioso)                  | José Antonio Pecharromán | Michael Rasmussen            | Ángel Vicioso           | Paternina-Costa de Almeria |